# 京滋
京滋（けいじ）とは、京都府と滋賀県をあわせた地域のことを指す呼び名である。京都市との関わりが特に多い京都府南部と滋賀県南部や京都都市圏を指す言葉としても用いられる場合がある。

## 京都と滋賀のつながり
京都と滋賀の間には平安時代から交通の大動脈である東海道が整備されており、加えて琵琶湖・瀬田川・宇治川の水路もあり、結びつきが強かった。明治維新後も、東海道本線（琵琶湖線）や京阪京津線、国道1号、東海道新幹線、名神高速道路などの府県境をまたぐ鉄道・道路交通が日本国内でも比較的早期に整備されている。
現在では滋賀県の住民が琵琶湖線・草津線・湖西線などを利用して京都市へ多く通勤・通学しており、一体的な都市圏を形成している。同じ府内でも、舞鶴市などの京都府北部（京丹波町以北）より、滋賀県湖南地域のほうが京都市との結びつきが強いとされる。
日本銀行や郵便局など、京都に本社を置く企業や他の都市に本社を置く大手企業の京都支店は、しばしば滋賀をも含んだ領域を営業エリアとすることがある。1980年代以降、逆に滋賀に本社を置く企業が京都に進出するケースも目立っている。
2005年に滋賀県の「分権時代の県のあり方研究会」の報告書において、道州制の前段階として京都府と滋賀県の合併を案のひとつに取り上げることや、2013年に京都府知事の山田啓二が京都府議会で京滋合併を本格的に検討する考えを示したことがある。行政上ではドクターヘリの運行や新規採用職員の研修などで協力が行われている。
京滋地方は中日本に分類されることもあり滋賀県北東部ではこれが顕著である。
さらに、京都の京、滋賀県の県庁所在地である大津の津から京津（けいしん）という呼称もあるが、京滋と比較して使用されることが少ない。

## 京都と滋賀を結ぶ主要交通
逢坂山およびその付近を通るもの
- 東海道新幹線
- 東海道本線（琵琶湖線）
- JR西日本湖西線
- 京阪電気鉄道京津線
- 名神高速道路
- 国道1号（国道8号）
- 国道161号（琵琶湖西縦貫道路）
- 滋賀京都連絡道路（大津山科バイパス、2025年時点で調査中）

その他
- 京滋バイパス
- 新名神高速道路（滋賀⇔京都を結ぶ区間は現在、事業中）
- 国道307号
- 国道367号（鯖街道／若狭街道）
- 国道477号
- 滋賀県道・京都府道3号大津南郷宇治線（宇治川ライン）
- 京都府道・滋賀県道5号木津信楽線
- 京都府道・滋賀県道30号下鴨大津線（山中越え）
- 京都府道・滋賀県道783号宇治田原大石東線

## 京都と滋賀を営業エリアとする地元企業
京都に本社がある企業
- 京都新聞
- 京都放送（KBS京都。滋賀県ではKBS滋賀）
- 京都銀行
- 京都中央信用金庫
- 京都信用金庫
- マツヤスーパー
- JEUGIA
- 京進
- 京滋マツダ - 京都府と滋賀県で別個に営業していたディーラーの合併により発足した。
- 京滋ヤクルト販売

滋賀に本社がある企業
- 滋賀銀行
- 平和堂
- 天一食品商事（天下一品） - 発祥は京都。
- 来来亭

## 「京滋」を冠するもの
- 京滋バイパス
- 京滋大学野球連盟
- 京滋信用組合
- 京滋ダービー（滋賀県側では逆にして「滋京ダービー」という）
- 京滋マツダ
- 京滋ヤクルト販売

広域で事業を行う団体では、京都府と滋賀県を担当する組織に京滋の名を入れる例がある。